# Mariefred
Mariefred è una area urbana nel comune di Strängnäs, Svezia a circa 65 km da Stoccolma.

## Storia
Il nome deriva probabilmente dalla presenza dell'antico monastero certosino (in svedese Mariefreds kloster, Pace di Maria) fondato nel 1493.

## Galleria d'immagini

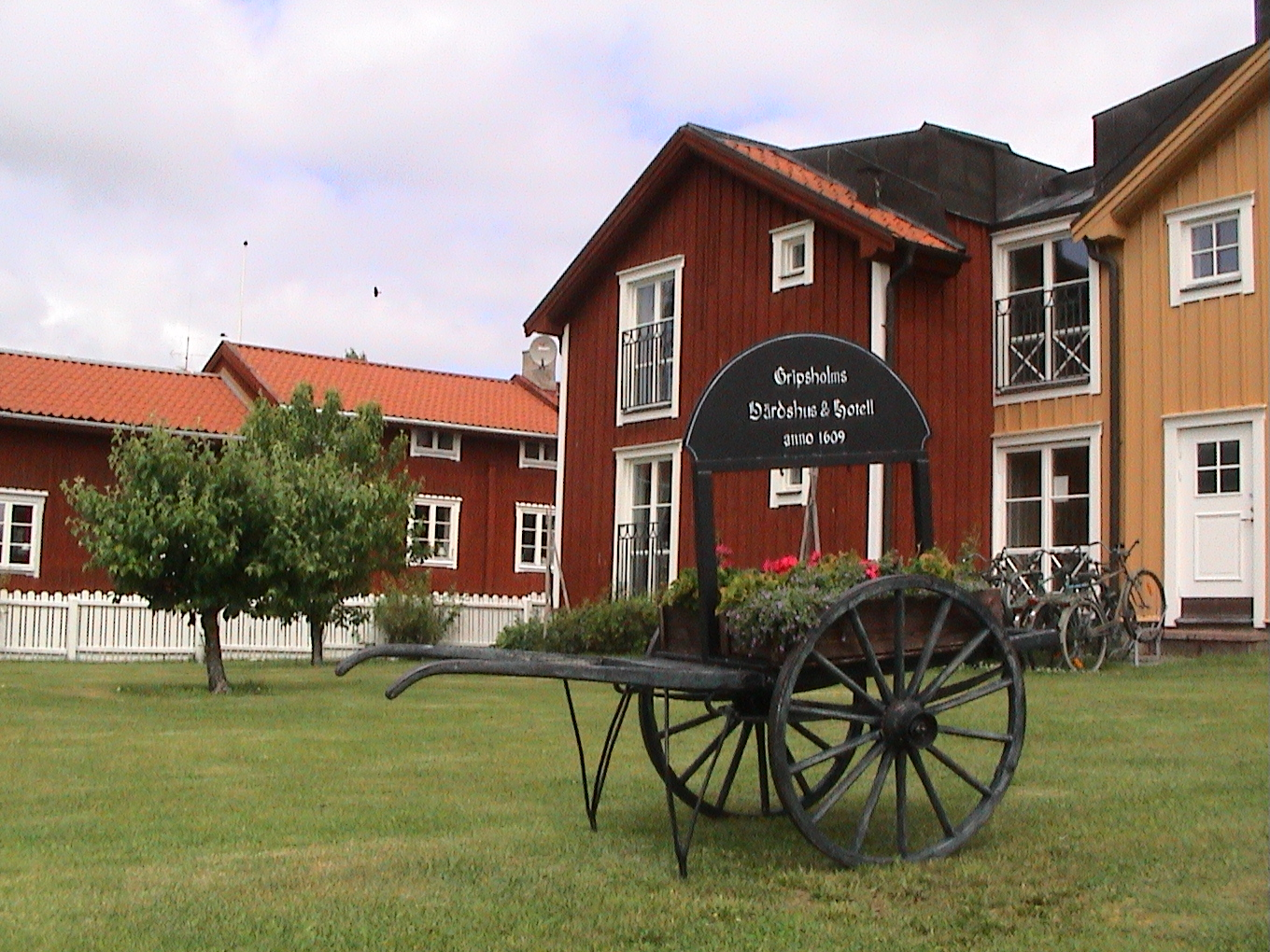
Il Gripsholms Värdshus Hotell di Mariefred